# Helichus ivorensis
Helichus ivorensis is een keversoort uit de familie ruighaarkevers (Dryopidae). De wetenschappelijke naam van de soort werd in 1967 gepubliceerd door Joseph Delève.